# Semiothisa quadripunctata
Semiothisa quadripunctata là một loài bướm đêm trong họ Geometridae.